# Friedrich Grimm (Steinau)
Friedrich Grimm der Jüngere (* 11. März 1707 in Hanau; † 20. März 1777 in Steinau an der Straße) war ein deutscher Pfarrer reformierten Bekenntnisses und Großvater der Brüder Grimm.

## Leben
Sein gleichnamiger Vater, Friedrich Grimm der Ältere (1672–1748), war leitender Geistlicher des gleichen Bekenntnisses in der Grafschaft Hanau-Münzenberg.
Friedrich Grimm der Jüngere studierte an der Hohen Landesschule in Hanau, der Ruprecht-Karls-Universität Heidelberg und dem Gymnasium Illustre in Bremen. Von März 1730 bis kurz vor seinem Tode war er 47 Jahre lang an der Katharinenkirche in Steinau an der Straße als Pfarrer tätig. Er wirkte dort als „treueifriger Pfarrer und Seelsorger“.
Friedrich Grimm der Jüngere heiratete am 6. Oktober 1734 in Birstein Christine Elisabeth Heilmann (* 22. Oktober 1715, Birstein; † 17. Februar 1754 in Steinau). Ihr Vater, Georg Heilmann, stand zunächst in den Diensten des Hauses Isenburg-Birstein und war später Hofgerichtsrat in der Grafschaft Hanau-Münzenberg und Stadtschultheiß der Altstadt Hanau.
Das Paar hatte sieben Söhne und drei Töchter, von denen allerdings acht schon als Kinder oder Jugendliche starben. Einer der Söhne, Karl Friedrich Grimm (1738–1772), wurde wiederum Pfarrer, studierte ab 1757 in Marburg und war zuletzt 1770–1772 Pfarrer an der Reformierten Kirche in Hanau.
Der Tod seiner Frau Christine Elisabeth Heilmann, die 1754 im Kindbett starb, traf Friedrich Grimm außerordentlich schwer. Er ließ seine Frau in der Gruft der Katharinenkirche zwischen Altar und Kanzel beisetzen. Bis zu seinem eigenen Tod 1777 besuchte er jeden Sonntag und an Feiertagen das Grab seiner Frau. Die für die Grimmsche Familiengeschichte wichtigsten Nachkommen Friedrich Grimms sind Juliane Charlotte Frederike Grimm (1735–1796), verehelichte Schlemmer, „Tante Schlemmer“, und Philipp Wilhelm Grimm (1751–1796), Vater der Brüder Grimm. Juliane Charlotte Frederike Grimm übernahm nach dem Tod der Mutter auch die Erziehung der noch lebenden jüngeren Geschwister.
Friedrich Grimm der Jüngere wurde 1777 auf dem neuen Friedhof in Steinau außerhalb der Stadt beigesetzt, wo seine ihn überlebenden Kinder ihm einen stattlichen Grabstein setzen ließen. Der Grabstein wurde 1997 aus dringend erforderlichen restauratorischen und konservatorischen Gründen in die Katharinenkirche überführt, wo er heute zu besichtigen ist. Die Gräber der Familie Grimm sind mittlerweile sämtlich zerstört und aufgelassen.

## Bedeutung und Nachwirkung
Friedrich Grimm der Jüngere führte die von seinem Vater begründete reformierte Kirchentradition in der Familie Grimm fort. Er galt in Steinau als einflussreicher und energischer Mann. Er ließ wahrscheinlich sogar einen eigenen, kleinen Hintereingang in die Katharinenkirche einbauen, um auf dem Weg zum Gottesdienst nicht mehr von seiner Wohnung um das Rathaus herum zum Hauptportal der Kirche gehen zu müssen. In Steinau war er für seine sorgfältig ausgearbeiteten Predigten bekannt. Intensiv versuchte er auch seinen Sohn Philipp Wilhelm Grimm auf eine zukünftige Laufbahn als Pfarrer vorzubereiten. Die Predigten des Vaters langweilten diesen jedoch eher; stattdessen schnitzte er während des Gottesdienstes seine Initialen in das Gesangsbuchbrett der Kirchenbank. Auch wenn Philipp Wilhelm Grimm später Jurist wurde und nicht Pfarrer, erzog er seine eigenen Söhne Jacob und Wilhelm Grimm gemäß der Familientradition in Ehrfurcht und in Erinnerung an das seelsorgerische Wirken seines eigenen Vaters Friedrich Grimm streng im reformierten Glauben.
Für Jacob Grimm war deshalb der verstorbene Großvater bereits während seiner ersten Lebensjahre in Hanau immer präsent. Jacob Grimm erinnerte sich später, dass er einmal auf einen Stuhl gestiegen sei und gepredigt habe, denn für ihn sei von seinen Eltern ursprünglich eine solche Laufbahn als Pfarrer vorgesehen gewesen, wie sie der Großvater in Steinau ausgeübt hatte. Jacob Grimm fühlte sich besonders im Gedenken an seinen Großvater seinem eigenen reformierten Glauben tief verbunden. Jacob Grimm erinnerte sich noch nach über 30 Jahren mit folgenden Worten an seine eigene Konfirmation und an das Wirken des Großvaters: Größere Andacht ist nie in mir entzündet gewesen, als wie ich an meinem Konfirmationstage nach zuerst empfangenen heil. Abendmahl auch meine Mutter um den Altar der Kirche gehen sah, in welcher einst mein Großvater auf der Kanzel gestanden hatte.
Die Altarbibel von Friedrich Grimm wird heute im Museum Steinau...das Museum an der Straße ausgestellt.